# Даніель Рондо
Даніель Рондо (фр. Daniel Rondeau; нар. 7 травня 1948, Ле-Меній-сюр-Оже) — французький письменник, журналіст і дипломат. Член Французької академії з 2019 року.

## Біографія
Народився 7 травня 1948 року в Ле-Меній-сюр-Оже, дитячі роки провів у Шалон-сюр-Марн, здобув вищу юридичну освіту в Університеті Пантеон-Ассас (Париж). У юності став активістом маоїстської партії «Пролетарські ліві», на початку 1970-х чотири роки працював робітником на заводі з виробництва ізоляторів у Нансі (1988 року опублікував книгу під назвою «Ентузіазм» про цей період свого життя). У 1979 році побачила світ перша книга Рондо — «Chagrin lorrain, la vie ouvrière en Lorraine (1870—1914)» (Лотарінгська скорбота — життя робітників у Лотарінгії (1870—1914)), написана у співавторстві з Франсуа Боденом. У 1977 році розпочав журналістську кар'єру на радіостанції Radio Nord-Est (найвищим досягненням там стало інтерв'ю з Джонні Голлідеєм), з 1982 по 1985 рік був головним редактором відділу культури в газеті Liberation. З 1986 по 1998 рік — відомий репортер тижневика Le Nouvel Observateur, у 1999—2006 роках співпрацював у журналі L'Express, а також у Paris-Match. Займався видавничою діяльністю, наприкінці 1980-х став співзасновником видавництва Quai Voltaire. У 2008—2011 роках був послом Франції на Мальті, у 2011—2013 роках — постійним представником Франції при ЮНЕСКО. У 2017 році книга Рондо «Mécaniques du chaos» (Механіки хаосу) була удостоєна Великої премії Французької академії за роман.
6 червня 2019 року обраний членом Французької академії на місце, що залишалося вакантним після смерті Мішеля Деона.